# Димитрово (Кемеровская область)
Димитрово — посёлок в Яйском районе Кемеровской области России. Входит в состав Улановского сельского поселения.

## География
Посёлок находится в северной части области, на берегу одной из стариц реки Яя, на расстоянии примерно 27 километров (по прямой) к северо-западу от районного центра посёлка городского типа Яя. Абсолютная высота — 122 метра над уровнем моря.
Часовой пояс
Посёлок Димитрово, как и вся Кемеровская область, находится в часовой зоне МСК+4. Смещение применяемого времени относительно UTC составляет +7:00.

## Население
| 2010 |
| ---- |
| 41   |

Половой состав
По данным Всероссийской переписи населения 2010 года в гендерной структуре населения мужчины составляли 56,1 %, женщины — соответственно 43,9 %.
Национальный состав
Согласно результатам переписи 2002 года, в национальной структуре населения русские составляли 100 % из 59 чел.

## Улицы
Уличная сеть посёлка состоит из одной улицы (ул. Центральная).